# Part d'utilisation des systèmes d'exploitation
 (juin 2023).
La mise en forme du texte ne suit pas les recommandations de Wikipédia : il faut le « wikifier ».
Les points d'amélioration suivants sont les cas les plus fréquents. Le détail des points à revoir est peut-être précisé sur la page de discussion.
- Les titres sont pré-formatés par le logiciel. Ils ne sont ni en capitales, ni en gras.
- Le texte ne doit pas être écrit en capitales (les noms de famille non plus), ni en gras, ni en italique, ni en « petit »…
- Le gras n'est utilisé que pour surligner le titre de l'article dans l'introduction, une seule fois.
- L'italique est rarement utilisé : mots en langue étrangère, titres d'œuvres, noms de bateaux, etc.
- Les citations ne sont pas en italique mais en corps de texte normal. Elles sont entourées par des guillemets français : « et ».
- Les listes à puces sont à éviter, des paragraphes rédigés étant largement préférés. Les tableaux sont à réserver à la présentation de données structurées (résultats, etc.).
- Les appels de note de bas de page (petits chiffres en exposant, introduits par l'outil «  Source ») sont à placer entre la fin de phrase et le point final[comme ça].
- Les liens internes (vers d'autres articles de Wikipédia) sont à choisir avec parcimonie. Créez des liens vers des articles approfondissant le sujet. Les termes génériques sans rapport avec le sujet sont à éviter, ainsi que les répétitions de liens vers un même terme.
- Les liens externes sont à placer uniquement dans une section « Liens externes », à la fin de l'article. Ces liens sont à choisir avec parcimonie suivant les règles définies. Si un lien sert de source à l'article, son insertion dans le texte est à faire par les notes de bas de page.
- La présentation des références doit suivre les conventions bibliographiques. Il est recommandé d'utiliser les modèles {{Ouvrage}}, {{Chapitre}}, {{Article}}, {{Lien web}} et/ou {{Bibliographie}}. Le mode d'édition visuel peut mettre en forme automatiquement les références.
- Insérer une infobox (cadre d'informations à droite) n'est pas obligatoire pour parachever la mise en page.

Pour une aide détaillée, merci de consulter Aide:Wikification.
Si vous pensez que ces points ont été résolus, vous pouvez retirer ce bandeau et améliorer la mise en forme d'un autre article.
 (juin 2023).
La part d'utilisation des systèmes d'exploitation est le pourcentage d'appareils informatiques qui exécutent chaque système d'exploitation (OS) à un moment donné. Tous ces chiffres sont nécessairement des estimations car les données sur la part du système d'exploitation sont difficiles à obtenir. Il existe peu de sources primaires fiables et aucune méthodologie convenue pour sa collecte. Les systèmes d'exploitation sont utilisés, dans leur grande majorité, par des ordinateurs ou des appareils embarqués aux superordinateurs.
La plupart des appareils accèdent au Web, de sorte que les statistiques d'accès au Web peuvent être utilisées pour estimer la part d'utilisation des systèmes d'exploitation sur les types différents types d'appareils, ainsi que leur part d'utilisation au sein même de ces catégories d'appareils.
En avril 2023, Android, un système d’exploitation utilisant le noyau Linux (Linux kernel), est le système d’exploitation le plus utilisé au monde d'après les statistiques d’utilisation du Web. Il détient 42% du marché mondial, suivi de Windows avec 28%, iOS avec 17%, macOS avec 7%, ChromeOS 1,3%, puis Linux (de bureau) à 1,2%. Ces chiffres n’incluent pas les appareils embarqués ou les consoles de jeux.
- Pour les smartphones et autres appareils de poche, Android domine avec 71 % de part de marché, contre 28 % pour le iOS d'Apple[1].
- Pour les ordinateurs de bureau et portables, Windows de Microsoft est le plus utilisé à 69 %, suivi de macOS d'Apple à 17 %, ChromeOS de Google à 3,2 % (aux États-Unis jusqu'à 8,0 %), et « desktop Linux » à 2,9 %. De plus, 5% sont attribués à des systèmes d'exploitation "inconnus", qui sont probablement des formes de BSD ou des variétés dites « obscures de Linux »[2].
- Pour les tablettes, l'iPadOS d'Apple (une variante d'iOS ) détient 52 % des parts contre 48% pour Android à l'échelle internationale[3] (Android est cependant plus utilisé dans la grande majorité des pays[4], et parfois jusqu'à 51,5 % dans le monde[5] ).

Pour les appareils ci-dessus, les smartphones et autres appareils de poche représentent 58 %, les ordinateurs de bureau et les ordinateurs portables 40 % et les tablettes 2,0 %. Les smartphones sont les plus utilisés dans pratiquement tous les pays, y compris aux États-Unis à 51 %, avec des systèmes d'exploitation pour PC (y compris Windows) en baisse à 46 %,.
- Linux a complètement dominé le domaine des supercalculateurs depuis 2017, avec tous les 500 supercalculateurs les plus puissants au monde exécutant une distribution Linux. Linux est également le plus utilisé pour les serveurs (web), puis le plus souvent utilisé Ubuntu, la distribution Linux la plus courante.

Les types d'appareils dotés d'un système d'exploitation les plus nombreux sont les systèmes embarqués. Ceux-ci utilisent des systèmes d'exploitation variés ; un pourcentage élevé sont autonomes ou n'ont pas de navigateur Web, ce qui rend leur part d'utilisation difficile à mesurer. En théorie, certains systèmes d'exploitation utilisés dans les systèmes embarqués sont plus populaires que ceux mentionnés ci-dessus.
En mai 2020, Gartner a prédit une baisse dans tous les segments de marché d'ici 2020 (depuis le déjà en baisse du marché en 2019) en raison de COGA-19, prédisant une baisse de 13.6% pour tous les appareils, tandis que "Work from Home Trend Save PC Market from Colapso", avec eux prédit juste une baisse de 10.5% pour les PC. Cependant, à la fin, selon Gartner, les expéditions de PC ont augmenté « 10,7% au quatrième trimestre 2020 et [...] ont atteint 275 millions d'unités en 2020, une augmentation de 4,8% en 2019 et la plus forte croissance en dix ans ». Apple en 4e place pour PC a connu la plus forte croissance des expéditions pour une entreprise en Q4 de 31,3%, alors que "le quatrième trimestre 2020 a été une autre période de croissance notable pour Chromebooks, avec des expéditions qui ont augmenté d'environ 200% par an pour atteindre 11,7 millions d'unités. En 2020, les expéditions de Chromebook ont augmenté de plus de 80% pour atteindre près de 30 millions d'unités, en grande partie en raison de la demande du marché de l'éducation en Amérique du Nord. » Chromebooks vendait plus que les Macs Apple dans le monde entier.

## Livraison de smartphones
(juin 2023).
Ventes mondiales de smartphones aux utilisateurs finaux par système d'exploitation, telles que mesurées par Gartner, International Data Corporation (IDG) et autres :

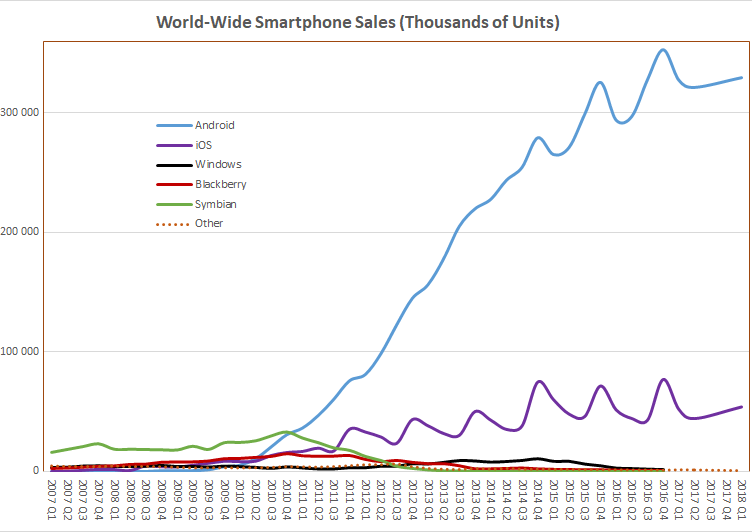

| Source                         | Methode                                                | Trimestre/mois | Android | iOS   | Windows (toutes les versions) | BlackBerry (toutes les versions) | Symbian | Autre |
| ------------------------------ | ------------------------------------------------------ | -------------- | ------- | ----- | ----------------------------- | -------------------------------- | ------- | ----- |
| Statista                       | Basé sur le nombre de vues par page à travers le monde | 2022 Q4        | 71.1%   | 28.3% | N/A                           | N/A                              | N/A     | 0.6%  |
| Gartner                        | Unités vendues au cours du trimestre                   | 2018 Q1        | 85.9%   | 14.1% | N/A                           | N/A                              | N/A     | 0.0%  |
| Gartner                        | Unités vendues par années                              | 2017           | 85.9%   | 14.0% | N/A                           | N/A                              | N/A     | 0.1%  |
| Gartner                        | Unités vendues au cours du trimestre                   | 2017 Q1        | 86.1%   | 13.7% | N/A                           | N/A                              | N/A     | 0.2%  |
| Gartner                        | Unités vendues par année                               | 2016           | 84.8%   | 14.4% | N/A                           | N/A                              | N/A     | 0.8%  |
| Gartner                        | Unités vendues au cours du trimestre                   | 2016 Q4        | 81.7%   | 17.9% | 0.3%                          | 0.0%                             | N/A     | 0.1%  |
| Gartner                        | Unités vendues au cours du trimestre                   | 2016 Q3        | 87.8%   | 11.5% | 0.4%                          | 0.1%                             | N/A     | 0.2%  |
| Gartner                        | Unités vendues au cours du trimestre                   | 2016 Q2        | 86.2%   | 12.9% | 0.6%                          | 0.1%                             | N/A     | 0.2%  |
| Gartner                        | Unités vendues au cours du trimestre                   | 2016 Q1        | 84.1%   | 14.8% | 0.7%                          | 0.2%                             | N/A     | 0.2%  |
| Gartner                        | Unités vendues au cours du trimestre                   | 2015 Q4        | 80.7%   | 17.7% | 1.1%                          | 0.2%                             | N/A     | 0.2%  |
| Gartner                        | Unités vendues au cours du trimestre                   | 2015 Q2        | 82.2%   | 14.6% | 2.5%                          | 0.3%                             | N/A     | 0.4%  |
| Gartner                        | Unités vendues au cours du trimestre                   | 2014 Q4        | 76.0%   | 20.4% | 2.8%                          | 0.5%                             | N/A     | 0.4%  |
| Strategy Analytics             | Unités livrées au cours du trimestre                   | 2014 Q3        | 81.3%   | 13.4% | 4.1%                          | 1.0%                             | N/A     | 0.2%  |
| Gartner                        | Unités vendues au cours du trimestre                   | 2014 Q2        | 83.8%   | 12.2% | 2.8%                          | 0.7%                             | N/A     | 0.5%  |
| Gartner                        | Unités vendues au cours du trimestre                   | 2013 Q2        | 79.0%   | 14.2% | 3.3%                          | 2.7%                             | 0.3%    | 0.6%  |
| Gartner                        | Unités vendues au cours du trimestre                   | 2013 Q1        | 74.4%   | 18.2% | 2.9%                          | 3.0%                             | 0.6%    | 1.0%  |
| International Data Corporation | Unités livrées au cours du trimestre                   | 2013 Q1        | 75.0%   | 17.3% | 3.2%                          | 2.9%                             | 0.6%    | 0.0%  |